# 土瓜湾
土瓜湾（どかわん、繁体字：土瓜灣、広東語読み：トクワワン、英語名：同じ、To Kwa Wan）は、香港・九龍南部の住宅、商工業地区である。行政区では、九龍城区に属する。

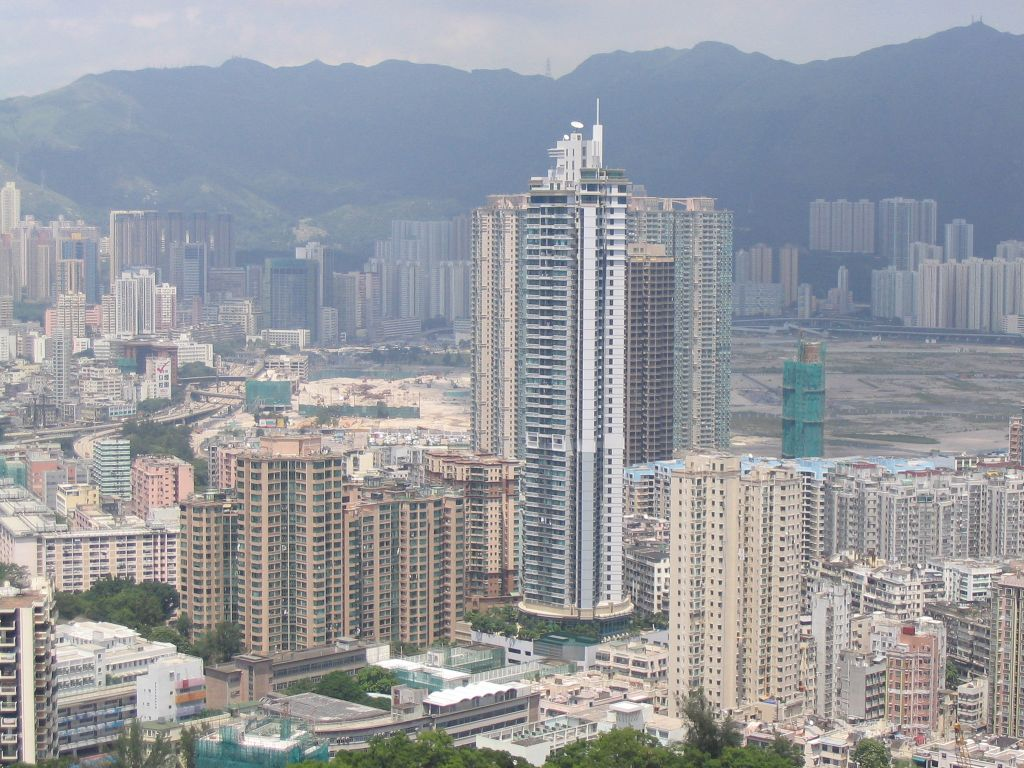
土瓜湾一帯

## 概要
かつて、この地名（土瓜湾）の由来となった同名の湾があったが、埋め立てにより消滅した。紅磡の北方に位置する。街の中を5号幹線道路（高架）が走り、また主要道路として紅磡と九龍城を結ぶ馬頭囲道が南北に走る。
町並みはエレベーターのない古びた住宅が並び、香港ローカルの街である沿道は1階が商店、2階から上が住宅というパターンである。街市と市政大厦がある。
紅磡・尖沙咀方面へのバス路線が大変多い。2021年6月に屯馬線の土瓜湾駅が開業するまで鉄道が無かったからか、街を行く人は多いものの他の九龍の地域に比べ発展は限定的である。所得水準も、町西側の民間マンションの住民をのぞけば低いほうである。